# Kevin Simms
Kevin Gerard Simms (Prescot, 25 dicembre 1964) è un ex rugbista a 15 e medico britannico, tre quarti centro dell'Inghilterra alla Coppa del Mondo di rugby 1987, e medico sociale del Liverpool St Helen's RFC.

## Biografia
Nativo di Prescot, Lancashire (oggi Merseyside), Simms crebbe nel Liverpool FC, poi divenuta nel 1986 Liverpool St Helens; studente in medicina a Cambridge, esordì per la Nazionale inglese nel 1985 a Twickenham contro la Romania.
Nel 1987 passò ai London Wasps e fu incluso nella rosa che in tale anno prese parte alla prima Coppa del Mondo.
Disputò in totale 15 incontri per l'Inghilterra con una meta.
Tornato al Liverpool St. Helen, vi militò fino a metà anni novanta divenendone capitano.
Anche dopo la fine della carriera agonistica è rimasto nel club con l'incarico di medico sociale.